# 1 (číslo)
Jednička ( Jedna, 1) je první kladné přirozené číslo. Následuje po číslu nula a předchází číslu dva. Pořadové číslo je první. Římská číslice pro toto číslo je I. Tutéž číselnou hodnotu má i hebrejské písmeno alef.

## Symbol1
Symbol 1 se používá jako číslice v poziční číselné soustavě. Pokud se použije symbol 1 samostatně, znamená to obvykle interpretaci čísla jedna. Ve dvojkové soustavě je jednička nejvyšší číslice. V leetspeaku znamená i , někdy též l.
Symbol se v matematice v některých případech používá (často typograficky odlišený – např. tučným či zdvojeným písmem) i pro jiné matematické objekty, vystupující jako neutrální prvek v operacích násobení a jejich zobecnění či obdobách (např. jednotková matice, jednotkový vektor, jednotkový spinor, jednotkový kvaternion, identické zobrazení apod.).

## Slova, která se vztahují kčíslu jedna
Slova, která mají vztah k číslu jedna, často začínají řeckou předponou „mono“:
monarcha – jediný vládce, mono – jediný, monokl, monogamie, monokultura, monolit, monopol – jediný vlastník, monoteismus (jediný bůh), a další slova začínající na mon(o)-.
Slova, která mají označovat jednotlivost, jedinečnost, jsou často odvozena od latinského singularis nebo solus:
singulár, singl, singularita;
sólo, solitér, solipsismus.
Slova označující přednost, prvořadost, jsou pak odvozena od latinského primus ("první"):
primární, primář, primas, primogenitura, primadona;
od tohoto základu pocházejí i slova premiér a premiéra
Slova, která označují jednotu, jsou dále často odvozena od latinského „unus“:
unie – uniforma – unifikace – unisono – unitární.
Slova se stejným obsahem:
raz – užívá se při odpočítávání nebo rozpočítávání (raz, dva, tři …).

### Přenesené významy
V řadě jazyků funguje výraz označující počet „jedna“ také jako gramatický neurčitý člen: německé ein, maďarské egy, francouzské un. V češtině může slovo jeden znamenat také „někdo“ (např. ve větě Jeden by si myslel, že...). V angličtině může mít výraz one význam určitého i neurčitého zájmena.
- jednička je v Česku nejlepší školní známka, kterou lze ve slovním hodnocení vyjádřit jako „výborně“. Od toho je odvozeno slovo jedničkář.
- hovorově bývá také slovo jednička používáno pro označení nejlepšího člověka v nějakém oboru, tedy nejlepšího z nejlepších - Jsi jednička! (toto je obvykle myšleno v nějakém konkrétním oboru lidské činnosti)

## Matematika
Číslo jedna
- není prvočíslem, protože není dělitelné dvěma různými přirozenými čísly, ale jen jedním (sebou samým). Není ani číslem složeným, protože není dělitelné více než dvěma různými přirozenými čísly,
- při násobení a umocňování představuje neutrální prvek,
- bývá často uváděno jako jedna z pěti nejdůležitějších konstant matematické analýzy (vedle 0, π, e a i),
- je nejmenším přirozeným číslem dle některých definic. Většina formálních definic však používá nulu jako nejmenší přirozené číslo.[zdroj⁠?!]
- {\displaystyle ln1=0} ,   {\displaystyle log1=0}
- {\displaystyle 1^{n}=1}

## Chemie
- 1 je atomové číslo vodíku.

## Doprava
- Římská číslice I značí v mnoha zemích silnici I. třídy (např. I/14 v Česku)
- V mnoha zemích, např. Česko, Slovensko, či Srbsko značí spolu s písmenným označením (např. D1, A1, apod.) hlavní páteřní silnici napříč danou zemí
- V řidičské terminologii je jednička označením prvního rychlostního stupně

## Komunikace
- +1 je mezinárodní telefonní předvolba Spojených států amerických a Kanady

## Roky
- 1
- 1 př. n. l.